# 中鹽田站

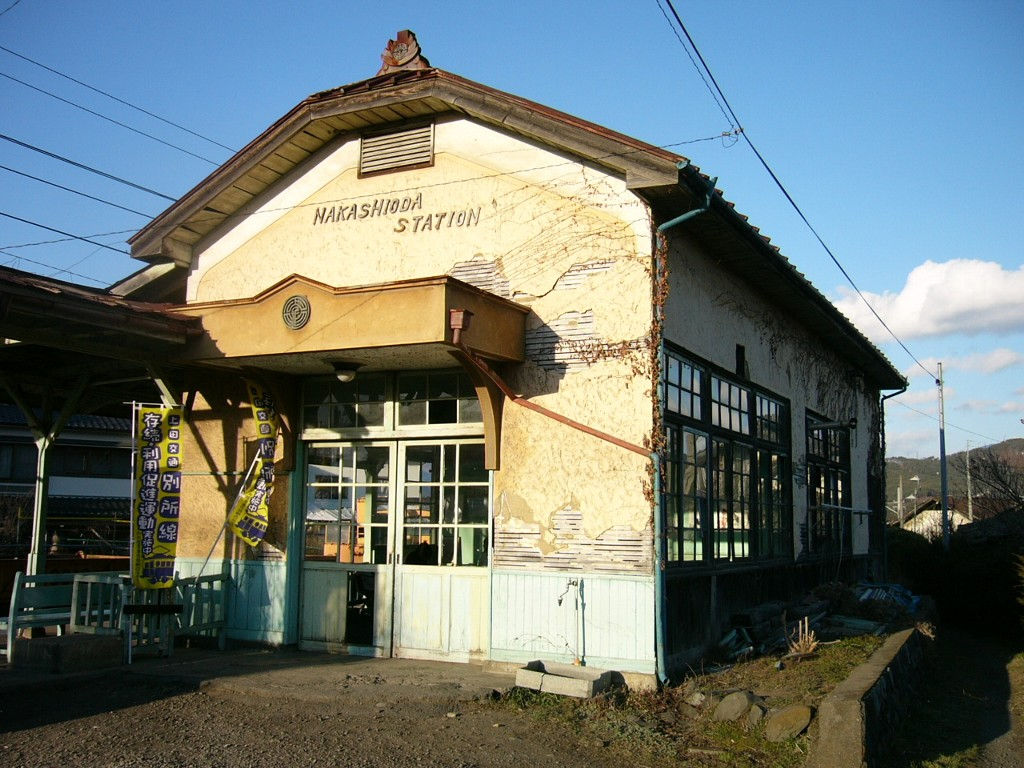
翻新前的舊車站大樓(2004年3月)

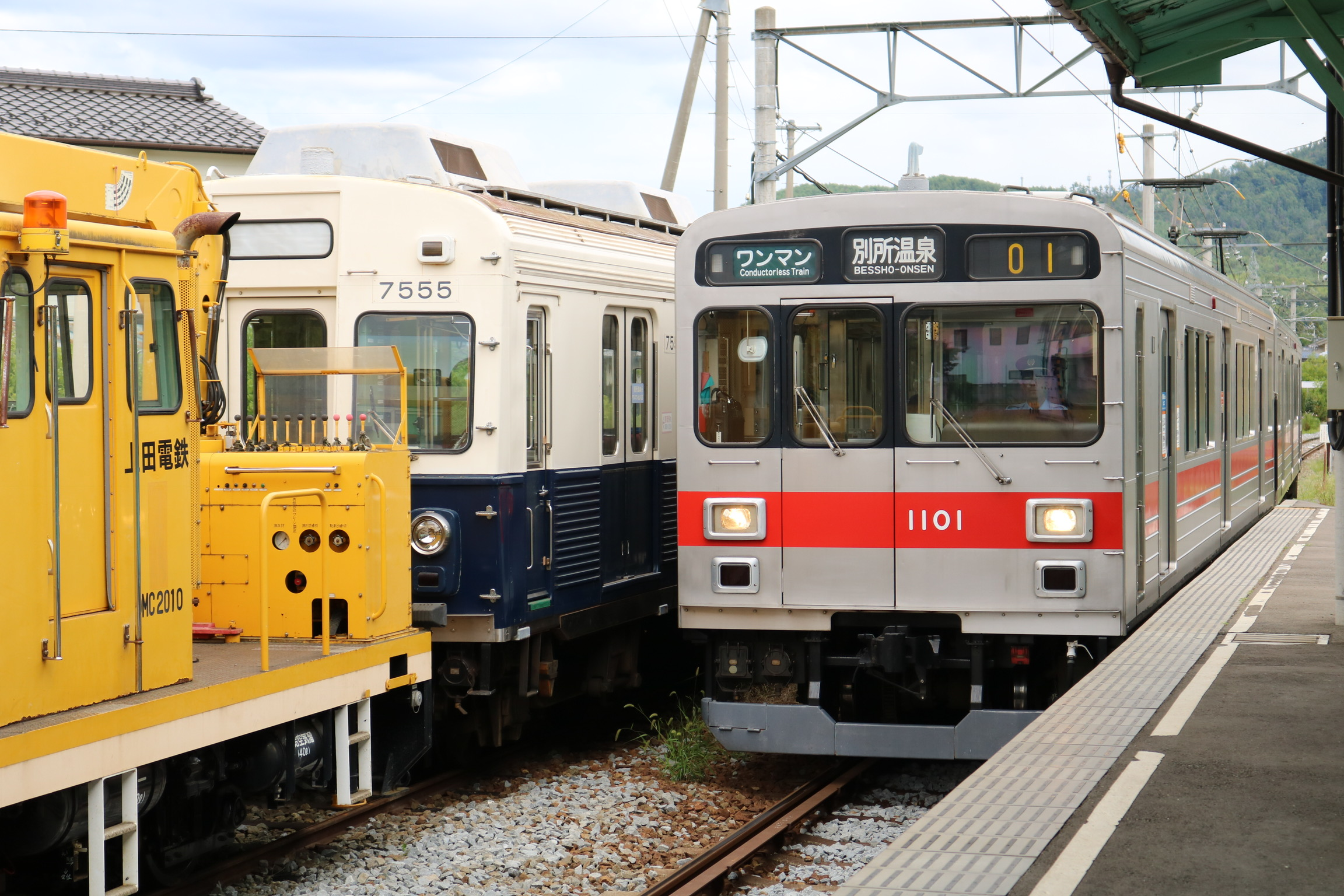
駛入中鹽田站前往別所溫泉的列車

中鹽田站（日语：／ Nakashioda eki */?）是位於長野縣上田市五加字富在家，上田電鐵的別所線車站。車站編號為BE10。

## 歷史
- 1921年（大正10年）6月17日：上田溫泉電軌川西線的五加站啟用[1]。
- 1929年（昭和4年）3月3日：車站改名為中鹽田站[1]。
- 1939年（昭和14年）
  - 3月19日：路線名稱變更，川西線改名為別所線。
  - 9月1日：公司名稱改變，成為上田電鐵的車站。
- 1943年（昭和18年）10月21日：公司合併，成為上田丸子電鐵的車站。
- 1969年（昭和44年）5月31日：公司名稱改變，成為上田交通的車站。
- 1972年（昭和47年）7月：成為無人車站[1]。
- 1986年（昭和61年）10月：撒走列車交會設備[1]。
- 2005年（平成17年）10月3日：鐵路部門分拆為子公司，成為上田電鐵的車站。
- 2009年（平成21年）9月10日至11月10日：車站大樓進行翻新工程[1]。

## 車站構造
車站是一座地面車站，設有1面1線單式月台。車站大樓在上田丸子電鐵時代已經存在，大樓還有當時的社紋。
在1980年代前，每日設有數班列車從此站到發，列車會在別所溫泉一方的本線上折返。
車站啟用時已經設有職員當值，現時此站是無人車站。月台的柵欄已經撤走，因此不需要經過車站大樓也可進入月台。
此站比其他別所線較大。
原本此站設有2面2線的相對式月台，當時設有站內平交道。曾經此站可進行列車交會，現時別所溫泉一方的轉轍器已經撤走，因此不可進行列車交會。現時站內還有一些側線，用作停泊維護專用車輛和放置新車與退役車輛。現時月台旁設有車站大樓（在2面2線時代，該月台是別所溫泉方向），對面月台的上蓋已經撒走（在2面2線時代，該月台是上田方向），該處變成一個物資設置處。車站靠近別所溫泉一方設有長野縣道171號鹽田仁古田線與「五加平交道」。在1970年代前，設有平交道小屋。當列車在本線上折返之際，列車會停在平交道上。在上田一方設有「中鹽田平交道」，該處除了本線橫過外還有側線通過。
在2009年，車站大樓進行翻新。在2012年，月台提高高度，使高度與車廂地面相同高度。

## 使用狀況
以下為近年一日平均乘車人次列表。
| 年度   | 一日平均 乘車人次 |
| ------ | ----------------- |
| 2010年 | 14                |
| 2011年 | 18                |
| 2012年 | 10                |
| 2013年 | 12                |
| 2014年 | 20                |
| 2015年 | 20                |
| 2016年 | 21                |
| 2017年 | 25                |

## 車站周邊
- 上田市立中鹽田小學

## 相鄰車站
上田電鐵
■別所線
下之鄉（BE09）－中鹽田（BE10）－鹽田町（BE11）

## 注腳
1. 1 2 3 4 5 6 7 8 9  信濃毎日新聞社出版部. . 信濃毎日新聞社. 2011-07-24: 333. ISBN 9784784071647 （日语）.
2. ↑  《長野縣統計書》各年度版

## 外部連結
- 中鹽田站（BE10） | 上田電鐵株式會社 （页面存档备份，存于）（日語）